# 寡弯曲菌属
寡弯曲菌属（学名：Oligoflexus）为寡弯曲菌科的一属。

## 下属物种
本属包括以下物种：
- 突尼斯寡弯曲菌 Oligoflexus tunisiensis Nakai et al. 2014[2]